# Pixelfed
Pixelfed — свободное программное обеспечение, позволяющее разворачивать федеративные социальные сети для обмена фотографиями. Pixelfed не имеет центрального сервера, а состоит из множества независимых узлов. Для общения между узлами используется протокол ActivityPub, что делает Pixelfed частью Fediverse, как Mastodon, Friendica или PeerTube.

## Возможности
Pixelfed является альтернативой Instagram и предоставляет схожие функции, за исключением reels.
Записи в Pixelfed отображаются в хронологическом порядке в виде ленты. При публикации можно применить к фото ряд предлагаемых фильтров, сделать подпись к фотографиям, предназначенную для слабовидящих, отметить фотографии с откровенным содержанием.
Пользователи Pixelfed имеют 3 ленты:
- Домашняя — содержит записи пользователей из списка подписок;
- Публичная — содержит записи всех пользователей, зарегистрированных на том же узле;
- Исследовательская — включает в себя разделы «Тренды» и «Для Вас». В трендах отображаются самые популярные записи за день и за месяц. В разделе «Для вас» показаны публикации, которые могут понравиться пользователю.

На странице пользователя фотографии расположены по 3 в ряд. При наведении указателя мыши на фотографию отображается количество лайков и комментариев к фотографии.
Для сохранения конфиденциальности предусмотрена возможность сделать аккаунт приватным. В таком случае публикации смогут увидеть только выбранные пользователи. Также есть возможность скрытия учётной записи от поисковых систем и скрытие количества подписчиков и подписок в профиле.